# Parques nacionais do Reino Unido
Os parques nacionais do Reino Unido (em inglês:  national parks; em galês:  parciau cenedlaethol; em gaélico escocês:  pàircean nàiseanta) são áreas de paisagem relativamente pouco desenvolvida e cênica em todo o país. Apesar do nome, eles são bem diferentes dos parques nacionais de muitos outros países, que geralmente pertencem e são gerenciados pelos governos como recursos comunitários protegidos e que não costumam incluir comunidades humanas permanentes. No Reino Unido, uma área designada como parque nacional pode incluir comunidades significativas e usos humanos da terra que, muitas vezes, são partes integrantes da paisagem. As terras dentro dos parques nacionais permanecem, na maioria, em propriedade privada. Portanto, esses parques não são "parques nacionais" segundo o padrão internacionalmente aceito da IUCN, mas são áreas de paisagem excepcional onde os controles de planejamento são um pouco mais restritivos do que em outros lugares.

Quatorze áreas são designadas como parques nacionais no Reino Unido; além disso, The Broads (visto em verde-claro, no leste) agora tem "classificação equivalente

No Reino Unido, há quatorze parques nacionais, dos quais nove estão na Inglaterra, três no País de Gales, dois na Escócia e nenhum na Irlanda do Norte. Há mais uma área na Inglaterra com "classificação equivalente".
Estima-se que 110 milhões de pessoas visitem os parques nacionais da Inglaterra e do País de Gales todos os anos. A recreação e o turismo trazem visitantes e fundos para os parques, para sustentar seus esforços de conservação e apoiar a população local por meio de empregos e negócios. Entretanto, esses visitantes também trazem problemas, como erosão e congestionamento, e conflitos sobre o uso dos recursos dos parques. O acesso a terras cultivadas na Inglaterra e no País de Gales é restrito a direitos públicos de passagem e caminhos permissivos. Conforme o Countryside and Rights of Way Act 2000 (Lei do Campo e dos Direitos de Passagem de 2000), os pedestres têm direito de acesso à maioria das áreas não cultivadas da Inglaterra e do País de Gales, mas não a todas.

## Administração
Os parques nacionais são uma questão descentralizada, de modo que cada um dos países do Reino Unido tem suas próprias políticas e disposições para eles. Os parques nacionais da Escócia e os da Inglaterra e do País de Gales são regidos por leis distintas: a National Parks (Scotland) Act 2000 na Escócia e a National Parks and Access to the Countryside Act 1949 na Inglaterra e no País de Gales.
A Environment Act 1995 define o papel dos parques nacionais na Inglaterra e no País de Gales como sendo:
- conservar e aprimorar a beleza natural, a vida selvagem e o patrimônio cultural do Parque Nacional, e

- promover oportunidades para que o público entenda e desfrute das qualidades especiais dos parques nacionais.

O Broads difere dos doze parques nacionais da Inglaterra e do País de Gales por ter um terceiro objetivo com o mesmo peso, o de
- proteger os interesses da navegação.

Os parques nacionais escoceses têm dois outros objetivos estatutários:
- promover o uso sustentável dos recursos naturais da área, e

- promover o desenvolvimento econômico e social sustentável das comunidades da área.

### Autoridades dos parques nacionais
De acordo com a Environment Act de 1995, cada parque nacional inglês e galês é administrado por sua própria autoridade de parque nacional, uma autoridade local para fins especiais, desde abril de 1997. Anteriormente, todos os parques, exceto o Peak District e o Lake District, eram administrados por conselhos municipais. O Peak District e o Lake District, os dois primeiros parques nacionais a serem designados, estavam sob o controle de conselhos de planejamento que eram independentes dos conselhos municipais. Autoridades de parques nacionais semelhantes também foram estabelecidas para os parques escoceses sob legislação separada.
Pouco mais da metade dos membros de cada autoridade de parque nacional são nomeados pelas principais autoridades locais cobertas pelo parque, o restante é nomeado pelo Secretário de Estado do Meio Ambiente, Alimentação e Assuntos Rurais (na Inglaterra) ou pelos Ministros Galeses (no País de Gales), alguns para representar a paróquia local ou conselhos comunitários, outros para representar o interesse nacional. A autoridade de Broads também tem membros nomeados pela Natural England, Autoridade Portuária de Great Yarmouth e Environment Agency. As autoridades dos parques nacionais e a Broads Authority são cobertas por regulamentos semelhantes aos que se aplicam aos conselhos locais.
A autoridade de cada parque aborda o objetivo declarado em parceria com outras organizações, como o National Trust. Nos casos em que possa haver conflito entre os dois objetivos da designação, o primeiro (conservar e aprimorar a beleza natural, a vida selvagem e o patrimônio cultural do Parque Nacional) deve ter precedência segundo o Princípio de Sandford. Esse princípio recebeu força legal pela seção 62 da Environment Act 1995, embora não haja disposições explícitas sobre como a vida selvagem deve ser preservada. As autoridades dos parques nacionais também têm o dever de promover o bem-estar econômico e social das comunidades na busca desses objetivos.
O financiamento dos parques nacionais é complexo, mas o custo total de cada autoridade de parque é financiado por fundos do governo central. No passado, isso era parcialmente pago pelas autoridades locais e reembolsado a elas pelo governo em graus variados. Em 2003/2004, as autoridades do parque receberam cerca de £ 35,5 milhões de financiamento do governo central.

### Outras organizações
Os parques nacionais do Reino Unido são membros da National Parks UK, que trabalha para promovê-los e facilitar o treinamento e o desenvolvimento da equipe de todos os parques.
A Natural England é o órgão estatutário responsável pela designação de novos parques nacionais na Inglaterra, sujeito à aprovação do Secretário de Estado, a Natural Resources Wales designa novos parques nacionais no País de Gales, sujeito à aprovação dos Ministros galeses. Todos os quinze parques nacionais do Reino Unido são representados pela Association of National Park Authorities (Associação de Autoridades de Parques Nacionais), que existe para oferecer às autoridades dos parques uma voz única ao lidar com o governo e suas agências. A Campaign for National Parks (antiga Council for National Parks) é uma instituição beneficente que trabalha para proteger e aprimorar os parques nacionais da Inglaterra e do País de Gales.

## Designação legal
Os parques nacionais foram designados pela primeira vez de acordo com a National Parks and Access to the Countryside Act (Lei de Parques Nacionais e Acesso ao Campo) de 1949 e, na Inglaterra e no País de Gales, qualquer novo parque nacional é designado de acordo com essa lei e deve ser confirmado pelo Secretário de Estado do Meio Ambiente, Alimentação e Assuntos Rurais. A lei de 1949 foi criada após uma longa campanha pelo acesso público ao campo no Reino Unido, com suas raízes na Revolução Industrial. O primeiro projeto de lei de "liberdade de locomoção" foi apresentado ao Parlamento em 1884 por James Bryce, mas foi somente em 1931 que um inquérito governamental recomendou a criação de uma "Autoridade de Parques Nacionais" para selecionar áreas a serem designadas como parques nacionais. Apesar da recomendação, do lobby contínuo e das demonstrações de descontentamento público, como a invasão em massa dos escoteiros Kinder em 1932 no Peak District, nada mais foi feito até que um white paper de 1945 sobre parques nacionais foi produzido como parte da reconstrução planejada pelo Partido Trabalhista para o pós-guerra, levando, em 1949, à aprovação da Lei de Parques Nacionais e Acesso ao Campo (National Parks and Access to the Countryside Act).
Na Inglaterra e no País de Gales, assim como na Escócia, a designação de um parque nacional significa que a área foi identificada como importante para o patrimônio nacional e, portanto, merece proteção e atenção especiais. Diferentemente do modelo adotado em muitos outros países, como os EUA e a Alemanha, isso não significa que a área seja de propriedade do Estado. Os parques nacionais no Reino Unido podem incluir assentamentos substanciais e usos humanos da terra que, muitas vezes, são partes integrantes da paisagem e, em um parque nacional, há muitos proprietários de terras, incluindo órgãos públicos e indivíduos privados.

## Origens e crescimento

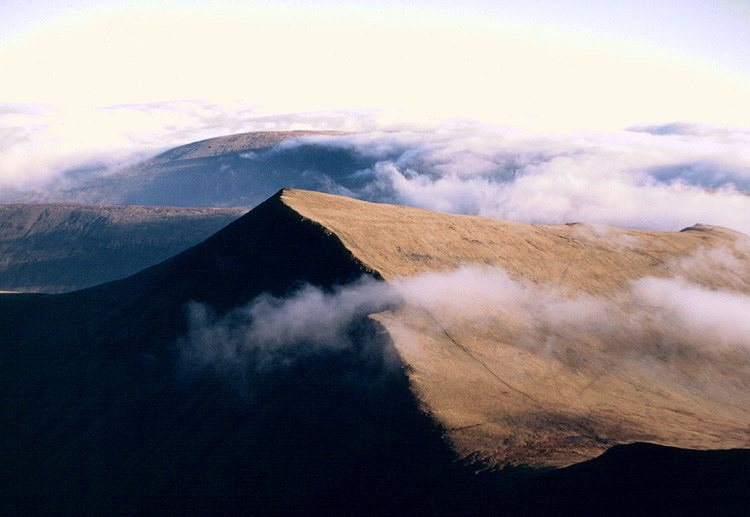
Parte do Parque Nacional Brecon Beacons (Bannau Brycheiniog), olhando do ponto mais alto de Pen y Fan (886 m) para Cribyn (795 m).

A cabeça de Wasdale - essa vista aparece no logotipo da Autoridade do Parque Nacional de Lake District

Evidências arqueológicas da Grã-Bretanha pré-histórica mostram que as áreas hoje designadas como parques nacionais foram ocupadas por seres humanos desde a Idade da Pedra, há pelo menos 5.000 anos e, em alguns casos, muito antes.
Antes do século XIX, as áreas relativamente selvagens e remotas eram frequentemente vistas simplesmente como incivilizadas e perigosas. Em 1725, Daniel Defoe descreveu o High Peak como "o país mais desolado, selvagem e abandonado de toda a Inglaterra". No entanto, no início do século XIX, poetas românticos como Byron, Coleridge e Wordsworth escreveram sobre a beleza inspiradora do campo "indomado". Wordsworth descreveu o English Lake District como uma "espécie de propriedade nacional na qual todo homem tem direito e interesse, desde que tenha olhos para perceber e coração para desfrutar" em 1810. Essa visão inicial, baseada no movimento pitoresco, levou mais de um século, e muita controvérsia, para tomar forma legal no Reino Unido com o National Parks and Access to the Countryside Act de 1949.
A ideia de uma forma de parques nacionais foi proposta pela primeira vez nos Estados Unidos na década de 1860, onde foram criados parques nacionais para proteger áreas selvagens como Yosemite. Esse modelo foi usado em muitos outros países desde então, mas não no Reino Unido.
Depois de milhares de anos de integração humana à paisagem, a Grã-Bretanha não possui áreas selvagens substanciais. Além disso, essas áreas de beleza natural tão apreciadas pelos poetas românticos muitas vezes só foram mantidas e administradas em seu estado atual pela atividade humana, geralmente a agricultura.

### O apoio do governo é estabelecido
No início da década de 1930, o crescente interesse público pelo campo, aliado à crescente e recém-móvel população urbana, estava gerando cada vez mais atritos entre aqueles que buscavam acesso ao campo e os proprietários de terras. Além das invasões por ação direta, como a invasão em massa do Kinder Scout, vários órgãos voluntários assumiram a causa do acesso público na arena política.
Em 1931, Christopher Addison (mais tarde Lord Addison) presidiu um comitê do governo que propôs uma "Autoridade de Parques Nacionais" para escolher áreas a serem designadas como parques nacionais. Foi proposto um sistema de reservas nacionais e santuários naturais:
"(i) proteger áreas de interesse natural excepcional contra (a) desenvolvimento desordenado e (b) espoliação; (ii) melhorar os meios de acesso para pedestres a áreas de beleza natural; e (iii) promover medidas para a proteção da flora e da fauna."
No entanto, nenhuma outra medida foi tomada após a intervenção da eleição geral de 1931.

O Comitê Permanente voluntário de Parques Nacionais se reuniu pela primeira vez em 26 de maio de 1936 para defender a criação de parques nacionais no Reino Unido junto ao governo. Após a Segunda Guerra Mundial, o Partido Trabalhista propôs a criação de parques nacionais como parte da reconstrução do Reino Unido no pós-guerra. Um relatório de John Dower, secretário do Comitê Permanente de Parques Nacionais, para o Ministro de Planejamento Urbano e Rural em 1945 foi seguido em 1947 por um comitê do governo, dessa vez presidido por Sir Arthur Hobhouse, que preparou uma legislação para parques nacionais e propôs doze parques nacionais. Sir Arthur disse o seguinte sobre os critérios para a designação de áreas adequadas:
Os requisitos essenciais de um Parque Nacional são ter grande beleza natural, alto valor para recreação ao ar livre e extensão contínua substancial. Além disso, a distribuição das áreas selecionadas deve, na medida do possível, ser tal que pelo menos uma delas seja rapidamente acessível a partir de cada um dos principais centros populacionais da Inglaterra e do País de Gales. Por fim, há mérito na variedade e, com a ampla diversidade de paisagens disponíveis na Inglaterra e no País de Gales, seria errado limitar a seleção de Parques Nacionais às áreas mais acidentadas de montanhas e charnecas e excluir outros distritos que, embora de grandeza e selvageria menos notáveis, têm sua própria beleza distinta e alto valor recreativo.

### Lei de Parques Nacionais e Acesso ao Campo de 1949

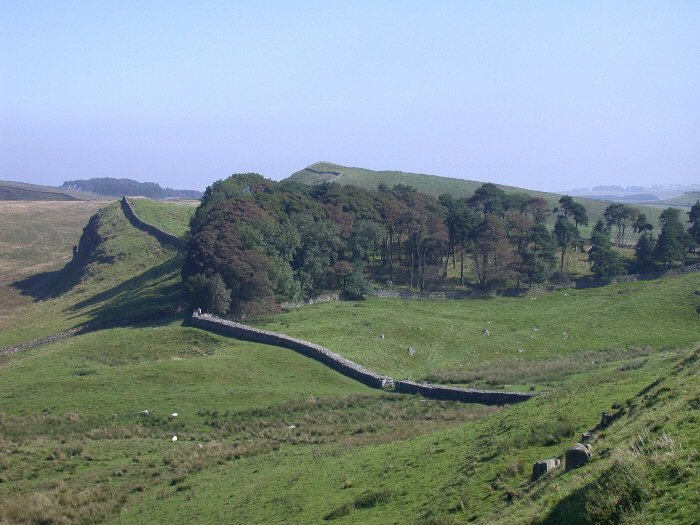
A Muralha de Adriano atravessa o Parque Nacional de Northumberland

A National Parks and Access to the Countryside Act (Lei de Parques Nacionais e Acesso ao Campo) de 1949 foi aprovada com o apoio de todos os partidos. Os primeiros dez parques nacionais foram designados como tal na década de 1950, de acordo com a lei, em terras agrícolas montanhosas e de baixa qualidade. Grande parte das terras ainda pertencia a proprietários individuais, geralmente propriedades privadas, mas também havia propriedades de órgãos públicos, como a Coroa, ou instituições de caridade que permitem e incentivam o acesso, como o National Trust. A acessibilidade a partir das cidades também foi considerada importante.
O Peak District, local da invasão de Kinder Scout, foi designado como o primeiro parque nacional em abril de 1951, sob a administração trabalhista liderada por Clement Attlee. Em seguida, no mesmo ano, foram designados mais três parques nacionais: Lake District, Snowdonia e Dartmoor. No final da década, a família de parques nacionais havia aumentado para dez, com a designação dos parques nacionais Pembrokeshire Coast, North York Moors, Yorkshire Dales, Exmoor, Northumberland e Brecon Beacons.
Outras áreas também foram consideradas: por exemplo, partes do litoral da Cornualha foram consideradas como um possível parque nacional na década de 1950, mas foram consideradas muito díspares para formar um único parque nacional coerente e, em vez disso, acabaram sendo designadas como uma Área de Beleza Natural Excepcional (AONB). Os Peninos do Norte também foram considerados para serem designados como parque nacional na década de 1970, mas a proposta foi considerada muito difícil do ponto de vista administrativo porque a área era administrada por cinco conselhos municipais diferentes.

### Adições posteriores
O Norfolk and Suffolk Broads foi designado por meio de sua própria Lei do Parlamento em 1988, ganhando status equivalente ao de um parque nacional. The Broads na  nglia Oriental não são, no sentido mais literal, um parque nacional, pois são administrados por uma Autoridade de Broads constituída separadamente, criada por uma Lei especial do Parlamento em 1988 e com uma estrutura na qual a conservação está subordinada às preocupações com a navegação, mas geralmente são considerados "equivalentes" a um parque nacional.
Uma legislação separada foi aprovada na Escócia, a National Parks (Scotland) Act 2000, e a partir dela foram criados dois parques nacionais escoceses, o Cairngorms e o Loch Lomond e The Trossachs.
A New Forest, que inclui as maiores extensões remanescentes de pastagens não fechadas, charnecas e florestas antigas no sudeste densamente povoado da Inglaterra, foi designada como parque nacional em 1º de março de 2005. Em 31 de março de 2009, foi anunciado que South Downs seria designado como parque nacional, e o Parque Nacional de South Downs entrou em vigor em 31 de março de 2010. Dos parques nacionais ingleses e galeses originalmente propostos, dois ainda não foram designados: Cambrian Mountains e Cornish Coast.

## Parques nacionais

### Visão geral
Dos dez parques nacionais da Inglaterra, cinco estão no Norte, dois no Sudoeste, um no Leste e dois (o mais recentemente designado) no Sul. Eles cobrem 10,7% da Inglaterra e 19,9% do País de Gales. Eles atingem apenas dezesseis condados ingleses e não há nenhum parque nacional no sul de Midlands.
O Parque Nacional Cairngorms, com 4.528 km², é o maior dos parques nacionais. Fora das Terras Altas da Escócia, o maior é o Lake District, que, com 2.292 quilômetros quadrados, é o maior parque nacional da Inglaterra e o segundo maior do Reino Unido.
O Snowdonia National Park, com 2.142 quilômetros quadrados, é o maior parque nacional do País de Gales e o quarto maior do Reino Unido.
O menor parque nacional da Inglaterra e do País de Gales, e do Reino Unido, é o The Broads, com 303 quilômetros quadrados.
A área total dos parques nacionais da Inglaterra e do País de Gales é de cerca de 16.267 quilômetros quadrados, com uma média de 1.251 quilômetros quadrados e uma mediana de 1.344 quilômetros quadrados. No Reino Unido, o total aumenta para 22.660 quilômetros quadrados (média de 1.511 km²). O parque nacional mais visitado é o Lake District, com 15,8 milhões de visitantes em 2009, embora, em termos de dias de visitação, o South Downs, com 39 milhões, se compare aos 23,1 milhões do Lake District.

### Lista de parques nacionais
| Nome                                               | Área de abrangência                  | Foto | País/Condado | Data de formação                          | Área      |
| -------------------------------------------------- | ------------------------------------ | ---- | --- | ----------------------------------------- | --------- |
| Peak District                                      | The Peak                             |      | Inglaterra Derbyshire, Cheshire, Grande Manchester, Staffordshire, South Yorkshire, West Yorkshire 53° 21′ N, 1° 50′ O                         | 17 de abril de 1951                       | 1 438 km² |
| Lake District                                      | The Lakes                            |      | Inglaterra Cumbria 54° 30′ N, 3° 10′ O | 9 de maio de 1951                         | 2 292 km² |
| Snowdonia (em galês: Eryri)                        | Snowdonia                            |      | País de Gales Gwynedd, Conwy 52° 54′ N, 3° 51′ O                                                                                               | 18 de outubro de 1951                     | 2 142 km² |
| Dartmoor                                           | Devon                                |      | Inglaterra Devon 50° 34′ N, 4° 00′ O | 30 de outubro de 1951                     | 956 km²   |
| Costa de Pembrokeshire (em galês: Arfordir Penfro) | Pembrokeshire                        |      | País de Gales Pembrokeshire 51° 50′ N, 5° 05′ O                                                                                                | 29 de fevereiro de 1952                   | 620 km²   |
| North York Moors                                   | Cleveland                            |      | Inglaterra North Yorkshire 54° 23′ N, 0° 45′ O                                                                                                 | 29 de novembro de 1952                    | 1 436 km² |
| Yorkshire Dales                                    | The Dales                            |      | Inglaterra North Yorkshire, Cumbria, Lancashire 54° 16′ N, 2° 05′ O                                                                            | 16 de novembro de 1954                    | 2 179 km² |
| Exmoor                                             | Canal de Bristol                     |      | Inglaterra Somerset, Devon 51° 06′ N, 3° 36′ O                                                                                                 | 19 de outubro de 1954                     | 693 km²   |
| Northumberland                                     | Border Moors e Forests               |      | Inglaterra Northumberland 55° 19′ N, 2° 13′ O                                                                                                  | 6 de abril de 1956                        | 1 049 km² |
| Brecon Beacons (em galês: Bannau Brycheiniog)      | Brecon Beacons                       |      | País de Gales Blaenau Gwent, Carmarthenshire, Merthyr Tydfil, Powys, Rhondda Cynon Taf, Monmouthshire, Torfaen, Caerphilly 51° 53′ N, 3° 26′ O | 17 de abril de 1957                       | 1 351 km² |
| The Broads                                         | Ânglia Oriental                      |      | Inglaterra Norfolk, Suffolk 52° 43′ 27″ N, 1° 38′ 27″ L                                                                                        | 1 de abril de 1989                        | 303 km²   |
| Loch Lomond e The Trossachs                        | Falha na fronteira de Highland       |      | Escócia West Dunbartonshire, Argyll and Bute, Perth and Kinross, Stirling 56° 15′ N, 4° 37′ O                                                  | 24 de abril de 2002                       | 1 865 km² |
| Cairngorms                                         | Cairngorms                           |      | Escócia Highland, Moray, Aberdeenshire, Angus, Perth and Kinross 57° 05′ N, 3° 40′ O                                                           | 6 janeiro de 2003                         | 4 528 km² |
| New Forest                                         | New Forest                           |      | Inglaterra Hampshire, Wiltshire 50° 52′ N, 1° 34′ O                                                                                            | 1 de março de 2005                        | 580 km²   |
| South Downs                                        | Formação de giz no sul da Inglaterra |      | Inglaterra East Sussex, Hampshire, West Sussex 50° 54′ 40″ N, 0° 22′ 01″ O                                                                     | 12 de novembro de 2009 2010 (operacional) | 1 641 km² |

### Parques nacionais da Inglaterra

Doze áreas são designadas como parques nacionais na Inglaterra e no País de Gales, The Broads agora têm "classificação equivalente".

- Doze áreas são designadas como parques nacionais na Inglaterra e no País de Gales, The Broads agora têm "classificação equivalente".Peak District: A localização central desse parque permite a coincidência do limite norte de muitas espécies de planície, como o Cirsium acaule, e a extensão sul de muitas espécies de planalto do norte, como a Lebre-da-Eurásia e a Trollius europaeus. Ela está localizada no extremo sul dos Peninos, conhecidos como a espinha dorsal da Inglaterra. O calcário carbonífero do White Peak, em suas áreas sul e central, dá origem a picos formados por calcário de recife mais duro e dales ricos em vida selvagem (geralmente mais de cinquenta espécies de flores silvestres e ervas por metro quadrado), escavados pela água derretida da Era do Gelo. Ao norte, leste e oeste está o Dark Peak, onde as rochas são de xisto e arenito, e onde camadas de turfa deram origem a paisagens de charnecas austeras.[17]

- Lake District: O maior parque nacional da Inglaterra tem uma geologia que apresenta um registro dramático de quase 500 milhões de anos, com evidências de continentes em colisão, oceanos profundos, mares tropicais e camadas de gelo com quilômetros de espessura. A área tem os maiores e mais profundos lagos e os picos mais altos da Inglaterra. Essa paisagem é sobreposta por milhares de anos de atividade humana, e os habitats para a vida selvagem encontrados no parque incluem pântanos, pavimento de calcário, charneca de terras altas, screes e comunidades ártico-alpinas, pântanos à beira do lago, estuário, charneca costeira e dunas.[18]

- Dartmoor: Dartmoor é a maior e mais selvagem área de campo aberto no sul da Inglaterra. O granito, intruduzido há 295 milhões de anos, é a base de 65% do parque e é cercado por rochas sedimentares, incluindo calcários, xistos e arenitos pertencentes aos períodos Carbonífero e Devoniano. Quase metade do parque é de charnecas e, dentro dele, há quatro reservas naturais nacionais separadas, incluindo a East Dartmoor Woods & Heath, com 366 hectares. Há também mais de quarenta locais designados como Sítios de Interesse Científico Especial dentro do parque nacional, cobrindo 26.169 hectares. Dartmoor também abriga a segunda cachoeira mais alta da Inglaterra (Canonteign Falls) e a mais alta cachoeira feita pelo homem.[19]

- North York Moors: Com arqueologia que data do final da última era glacial, o parque contém a maior fortaleza da Idade do Ferro no norte da Inglaterra, fortes romanos, castelos e abadias, cruzes de charneca e importantes locais industriais primitivos.[20] Sua geologia antiga e variada inclui as evidências deixadas por antigos oceanos, enormes deltas de rios e grandes camadas de gelo. As evidências deixadas por esses eventos trouxeram geólogos para a área por mais de um século, incluindo figuras como William Smith, "o pai da geologia inglesa". A área também é famosa por seus fósseis, de amonites a pegadas de dinossauros.[21]

- Yorkshire Dales: O parque se estende pela região central dos Peninos. Nos três picos cobertos de cascalho de Millstone, ele se eleva a mais de 1.500 metros, contrastando com seus vales profundos (dales), de onde deriva seu nome. Ao sul, o parque apresenta paisagens de calcário (Carste), com seus penhascos, pavimentos e extensos sistemas de cavernas, enquanto ao norte os vales com perfis de degraus distintos são separados por extensos planaltos de charnecas. Uma geologia diferente forma as colinas gramadas e arredondadas com ravinas profundas no oeste, conhecidas como Howgill Fells. O parque é conhecido por suas formas de relevo glaciais e pós-glaciais, incluindo os campos de drumlin, os erráticos de Norber, as morenas e os lagos pós-glaciais de Semerwater e Malham Tarn. O parque também possui cachoeiras, incluindo a Hardraw Force e a Aysgarth Falls.[22][23]

- Exmoor: A maioria das rochas de Exmoor foi formada durante o período devoniano da história geológica, entre 410 e 360 milhões de anos atrás,[24] sendo as mais proeminentes os antigos e novos arenitos vermelhos, ardósias devonianas, xistos e calcário. O parque se eleva a 519 m em Dunkery Beacon e possui 55 km de litoral em direção ao qual correm vários rios, principalmente o River Lyn. Em contraste, o Exe flui para o sul e para o leste. Há vários povoados no parque, incluindo os muito visitados Lynton e Lynmouth.[25]

- Northumberland: Com uma população de cerca de 2.000 pessoas, esse é o menos populoso de todos os parques nacionais da Inglaterra e do País de Gales. Elevando-se a 815 m no The Cheviot, o parque tem mais de 1.100 km de trilhas para caminhadas, ciclismo e equitação. O parque também contém um local Ramsar (um local internacional para a proteção de zonas úmidas), bem como 31 locais de interesse científico especial, seis áreas especiais de conservação e três reservas naturais nacionais. O patrimônio humano do parque não é menos impressionante do que sua diversidade natural, com 259 edifícios listados, 432 monumentos marcados e 3.883 Registros do Ambiente Histórico.[26]

- The Broads: A maior área úmida de proteção nacional da Grã-Bretanha, Norfolk and Suffolk Broads, é considerada o décimo primeiro membro da família de parques nacionais, mas, na verdade, foi designada por meio de sua própria Lei do Parlamento em 1988, ganhando status semelhante ao de um parque nacional.[27] O Broads não foi estabelecido como um parque nacional, mas foi descrito na época como tendo um "status equivalente ao de um parque nacional". Desde então, adotou o título de "parque nacional" e é membro da família de parques nacionais do Reino Unido, com o mesmo nível de proteção paisagística e um objetivo estatutário adicional: proteger os interesses da navegação.[28] Seus rios, broads (lagos rasos), pântanos e lagoas tornam essa área rica em habitats raros, sustentando uma infinidade de plantas e animais. É também uma das vias navegáveis interiores mais populares da Europa. Há seis rios (Bure, Ant, Thurne, Yare, Chet e Waveney) e 63 riachos dentro do parque, compreendendo mais de 200 km de vias navegáveis. A Reserva Natural Nacional de How Hill está totalmente contida dentro dos limites do parque, bem como 28 locais de interesse científico especial, a maioria dos quais se enquadra na Convenção de Ramsar sobre Zonas Úmidas de Importância Internacional.[29]

- New Forest: O menor parque nacional da Inglaterra[30] foi designado como área de caça por Guilherme o Conquistador, quase 1.000 anos antes de se tornar um parque nacional e tem sua própria seção no Domesday Book, em 1086. Originalmente, o termo "floresta" se referia à designação como área de caça sujeita à lei florestal, e não a uma plantação de árvores[30] e, atualmente, menos da metade do parque nacional é coberta por árvores (22.300 hectares).[31] O restante é coberto por urze e samambaia, pastagens abertas, pântanos, vilarejos e litoral, e o parque contém a maior área de urze de planície remanescente na Europa, bem como três quartos dos 120 pântanos de vale de planície da Europa.[32] 38.000 hectares do parque são cobertos pela histórica "Perambulação", na qual se aplicam os direitos dos plebeus e seus animais podem andar livremente.[30] Entre as 700 espécies de flores silvestres da floresta, crescem a genciana-de-turfeiras e a orquídea Hammarbya, e o parque é o único lugar na Grã-Bretanha onde cresce o Gladiolus illyricus. O parque abriga cinco tipos de cervos, todas as espécies de tritões britânicos, todas as três espécies nativas de cobras britânicas, a maior população reprodutiva do Reino Unido da toutinegra-do-mato, a rara Coenagrion mercuriale com trinta colônias, treze espécies nativas de morcegos britânicos e a cigarra Cicadetta montana, redescoberta em 1962.[33] O parque também contém uma riqueza de história humana com 214 monumentos marcados.[34]

- South Downs: O parque nacional designado mais recentemente no Reino Unido é uma linha de colinas que vai de Winchester, a oeste, até Eastbourne, a leste. A geologia subjacente da metade leste, do rio Arun até Eastbourne, é composta principalmente de colinas feitas de giz. A oeste do Arun, a área é mais ampla e inclui não apenas colinas de giz, mas também parte do Weald, feita de arenito e argila.[35] A maior parte das rochas que compõem South Downs foi formada há 120 milhões de anos, elevada por movimentos terrestres e empurrada para cima em um enorme domo com cerca de 125 milhas de comprimento e 50 milhas de largura, que foi então desgastado para formar North Downs, South Downs e a planície de Weald.[36] O parque se eleva a 280 metros em Blackdown, em Sussex.[37] A população do parque é a mais alta de todos os parques nacionais do Reino Unido, com 107.929 habitantes, maior do que a dos dois maiores parques seguintes juntos (Lake District: 42.000 e Peak District: 38.000). O parque possui um rico patrimônio cultural, desde evidências em Boxgrove dos primeiros seres humanos até as artes contemporâneas, como a coleção de arte surrealista de Edward James no West Dean College.[38] O parque contém 600 monumentos marcados, mais de 5.000 edifícios listados, dois campos de batalha registrados e 165 áreas de conservação.[37]

### Parques nacionais de Gales
- Snowdonia: O maior parque nacional do País de Gales inclui a montanha mais alta da Irlanda, Inglaterra e País de Gales, e o maior lago natural do País de Gales. A área é rica em cultura e história local, onde mais da metade de sua população fala galês.[39] Fragmentos de conchas fósseis no cume de Snowdon datam de mais de 500 milhões de anos atrás e o antigo "Harlech Dome", do qual Snowdon e Cadair Idris formam as extensões norte e sul, respectivamente, foi criado no período cambriano antes da erupção dos vulcões. As geleiras mais recentes da Idade do Gelo estavam em seu auge há 18.000 anos em Snowdonia e formaram os distintos vales em forma de U, incluindo Llanberis e Nant Gwynant, ao norte, e o lago Tal-y-llyn, ao sul.[7]

- Pembrokeshire Coast: O único parque nacional do Reino Unido reconhecido principalmente por seu litoral, ele abrange quase toda a costa de Pembrokeshire, todas as ilhas da costa, o estuário de Daugleddau e grandes áreas das Preseli Hills e do Gwaun Valley. É uma área ecologicamente rica, reconhecida como de importância internacional por uma grande variedade de habitats de alta qualidade e espécies raras. O parque contém treze Áreas Especiais de Conservação, cinco Zonas de Proteção Especial, uma das três reservas naturais marinhas do Reino Unido e sete reservas naturais nacionais, além de sessenta Locais de Interesse Científico Especial.[40] O parque também contém uma riqueza de história e cultura humanas, incluindo a menor cidade do Reino Unido, St Davids e fortes da Idade do Ferro. Dentro do parque, há também um total de sessenta locais de conservação geológica, desde pequenas pedreiras à beira da estrada e penhascos isolados no topo de colinas até muitos quilômetros de litoral.[41]

- Brecon Beacons: O último dos dez parques nacionais originais a ser designado na década de 1950, o parque se estende entre a zona rural do meio do País de Gales e a zona industrial do sul do País de Gales. É formado por rochas sedimentares de meados do Ordoviciano até o Carbonífero tardio, embora a Old Red Sandstone do Devoniano seja a rocha mais identificada com o parque, pois forma a maior parte dos diferentes maciços montanhosos, incluindo o ponto mais alto do Sul de Gales, Pen y Fan, com 886 m. Como em muitos outros parques nacionais de terras altas do Reino Unido, a atividade glacial durante as eras glaciais do Quaternário é responsável por muitas das formas de relevo conhecidas. A parte oeste do parque também foi designada como Fforest Fawr Geopark, em reconhecimento ao seu interesse geológico, e inclui o Waterfall Country. Várias antigas estradas de bonde e o Canal de Monmouthshire e Brecon, que correm pelo vale de Usk e datam da Revolução Industrial, agora servem como instalações recreativas.[42]

### Parques nacionais da Escócia
- Loch Lomond e The Trossachs: O parque, o quarto maior do Reino Unido, inclui 21 Munros (incluindo Ben Lomond, Ben Lui, Beinn Challuim, Ben More e dois picos chamados Ben Vorlich) e 20 Corbetts. Há dois parques florestais (Queen Elizabeth Forest Park e Argyll Forest Park) e duas reservas naturais nacionais.[43]

- Cairngorms: O maior parque nacional do Reino Unido, cujo coração é a cordilheira homônima, Cairngorms, mas essas montanhas formam apenas uma parte do parque, juntamente com outras cordilheiras, como Angus Glens e Monadhliath, e áreas mais baixas, como Strathspey e Deeside superior. Três grandes rios nascem no parque: o Spey, o Dee e o Don.[44]

### Parques nacionais da Irlanda do Norte
Atualmente, não há parques nacionais na Irlanda do Norte, embora tenha havido movimentos controversos para estabelecer um nas Montanhas de Mourne. Se estabelecido, ele se estenderia de Carlingford Lough a Newcastle e Slieve Croob.

## Desenvolvimento e planejamento do uso da terra em parques nacionais
As autoridades dos parques nacionais são as autoridades de planejamento estratégico e local para suas áreas, de modo que os conselhos distritais ou unitários locais não exercem controle de planejamento em uma área coberta por um parque nacional. Consequentemente, elas têm de cumprir todas as obrigações de uma autoridade de planejamento local.
Eles são responsáveis por manter a estrutura de desenvolvimento local - o guia de planejamento espacial para sua área. Também concedem consentimento de planejamento para o desenvolvimento, dentro das restrições da estrutura. Isso lhes dá um controle direto muito forte sobre o desenvolvimento residencial e industrial e o projeto de edifícios e outras estruturas, além de questões estratégicas como a extração de minerais.
Os poderes de planejamento das autoridades dos parques nacionais variam apenas ligeiramente em relação a outras autoridades, mas as políticas e sua interpretação são mais rigorosas do que em outros lugares. Isso é apoiado e incentivado pelo governo, que considera:
"Designação de Parque Nacional como conferindo o mais alto status de proteção no que diz respeito à paisagem e à beleza cênica." The Countryside — Environmental Quality and Economic and Social Development (1997)

## Contribuição para a economia local
O turismo é uma parte importante da economia das regiões onde estão os parques nacionais. Por meio de atrações, lojas e acomodações, os visitantes proporcionam renda e sustento aos empregadores e fazendeiros locais. Essa renda gera empregos para o parque. Por exemplo, no Peak District, a estimativa de gastos dos visitantes em 2004 é de £185 milhões, o que sustenta mais de 3.400 empregos, representando 27% do total de empregos no parque nacional.

## Conflitos em parques nacionais
As autoridades do parque nacional têm duas funções: conservar e melhorar o parque e promover seu uso pelos visitantes. Esses dois objetivos causam conflitos frequentes entre as necessidades de diferentes grupos de pessoas. Estima-se que os parques nacionais da Inglaterra e do País de Gales recebam 110 milhões de visitantes por ano. Na maioria das vezes, é possível atingir os dois objetivos originais por meio de um bom gerenciamento. Ocasionalmente, surge uma situação em que o acesso do público entra em conflito direto com a conservação. Seguindo a filosofia do Princípio de Sandford, a Lei do Meio Ambiente de 1995 define como pode ser estabelecida uma prioridade entre a conservação e o uso recreativo. Uma disposição semelhante foi criada para os parques nacionais escoceses.
Embora a recreação e o turismo tragam muitos benefícios para uma área, eles também podem trazer uma série de problemas. O financiamento nacional oferecido às autoridades dos parques nacionais é, em parte, um reconhecimento das dificuldades adicionais criadas para lidar com esses conflitos.

### Congestionamento de vilarejos e pontos de beleza
Algumas das áreas mais populares atraem um grande número de visitantes, o que resulta em estacionamentos superlotados, estradas bloqueadas e instalações locais sobrecarregadas, principalmente aos domingos no verão e nos feriados. Os exemplos incluem as áreas próximas a Keswick, no Lake District, Castleton e Bakewell, no Peak District, e Betws-y-Coed, em Snowdonia.

### Erosão
O montanhismo e o uso de outros direitos de passagem públicos é extremamente popular em todos os parques nacionais. O uso intenso das trilhas mais populares leva a uma erosão considerável, mas o fortalecimento das trilhas pode ser inconveniente. O desgaste particularmente intenso é causado por caminhadas patrocinadas, caminhadas promovidas por livros e revistas nacionais, cavalgadas em trilhas não pavimentadas, ciclismo de montanha e uso de veículos off-road em vias não pavimentadas. Os exemplos incluem Dovedale, no Peak District. O pastoreio excessivo, por exemplo, de ovelhas em áreas de colinas e pântanos, também pode reduzir a vegetação, levando ao aumento da erosão.

### Danos e perturbações à vida selvagem
A vida selvagem pode ser perturbada pelo nível de uso em algumas das áreas dos parques que são abertas ao público. As charnecas e as terras baixas de giz são facilmente danificadas pelo uso regular e levam muitos anos para se recuperar. As aves das charnecas, em particular, fazem seus ninhos e se abrigam no solo e, portanto, são especialmente sensíveis. Passeios com cães, orientação, ciclismo de montanha e asa-delta são atividades típicas que podem causar distúrbios aos ninhos de pássaros.

### Lixo
O lixo de todos os tipos é desagradável e pode causar poluição e danos ao gado e aos animais selvagens. Vidros quebrados são um perigo para as pessoas e, por concentrarem os raios solares, podem causar incêndios, especialmente em áreas de charnecas como Exmoor, partes do Peak District e North York Moors.

### Danos às terras agrícolas
O pisoteio de prados de grama reduz a quantidade de alimento de inverno para animais de fazenda. Os pedestres que se desviam das trilhas podem escalar cercas ou muros de pedra solta, em vez de ficarem atentos aos marcos que geralmente marcam o curso das trilhas nas terras agrícolas. As ovelhas podem ser feridas ou até mesmo mortas por cães que não estejam sob controle adequado, especialmente na época de criação de cordeiros.

### Deslocamento da comunidade local
As lojas de presentes e cafés que atendem às necessidades dos turistas geralmente são mais lucrativas do que as lojas que vendem produtos de uso diário para a população local (como açougues ou padarias). Em alguns vilarejos onde as lojas para turistas são maioria e há poucas lojas que atendem à população local, a comunidade local pode se sentir excluída pelos turistas. As casas costumam ser muito caras nos vilarejos turísticos, pois há demanda por elas como segunda residência ou casa de férias por empresas de chalés de férias ou por pessoas abastadas que moram em outros lugares, ou que se mudam para uma residência local de onde se deslocam para o trabalho, tornando-as inacessíveis para a população local. Esse é um problema específico em áreas próximas a grandes cidades, como Peak District, Lake District, Yorkshire Dales, New Forest e South Downs.

### Conflito entre usuários recreativos
Algumas formas de uso dos parques nacionais interferem em outros usos. Por exemplo, o uso de barcos de alta velocidade causa poluição sonora e entra em conflito com outros usos, como passeios de barco, iatismo, canoagem e natação. Uma lei que impõe um limite de velocidade de 10 nós entrou em vigor em Windermere em 29 de março de 2005. O novo limite de velocidade para Windermere proibiu efetivamente lanchas e esqui aquático no Lake District. Dos 16 maiores lagos do Lake District, somente Windermere, Coniston Water, Derwent Water e Ullswater têm direito público de navegação, os limites de velocidade foram impostos nos três lagos, com exceção de Windermere, nas décadas de 1970 e 1980.

## Outras áreas de paisagem designadas
O Reino Unido tem várias outras áreas de paisagem designadas além de seus parques nacionais. As mais semelhantes aos parques são as Áreas de Excepcional Beleza Natural, que se diferenciam, em parte, por suas oportunidades mais limitadas de recreação extensiva ao ar livre. Dartmoor, Lake District, North York Moors e Yorkshire Dales confinam com AONBs e, além disso, as costas de Exmoor e North York Moors coincidem com as costas patrimoniais. Todos os parques contêm, em números variados, locais de interesse científico especial e reservas naturais nacionais. Uma parte do Parque Nacional Brecon Beacons também é designada como um dos Geoparques Mundiais da UNESCO. Dos vários Patrimônios Mundiais da Inglaterra e do País de Gales, um - o Lake District - coincide totalmente com um parque nacional, enquanto uma parte do Patrimônio Mundial da Paisagem Industrial de Blaenavon fica no Parque Nacional Brecon Beacons e partes dos Castelos e Muralhas do Rei Eduardo em Gwynedd e da Paisagem de Ardósia do Noroeste do País de Gales ficam no Parque Nacional Snowdonia.